# Hannelore Raepke

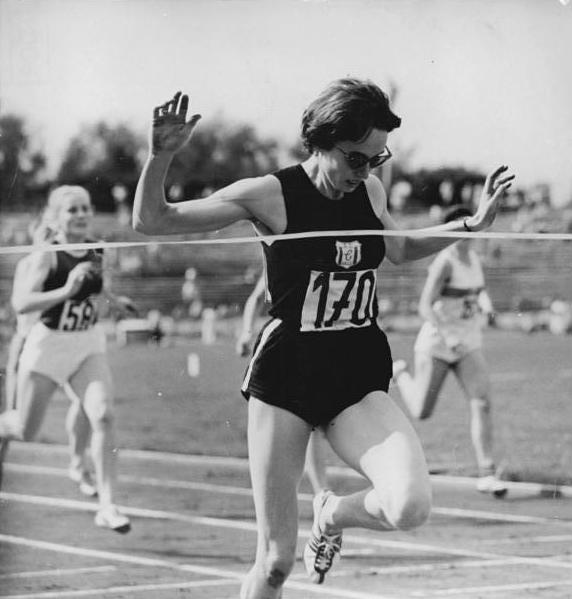
Hannelore Raepke wird 1961 DDR-Meisterin über 200 Meter

Hannelore Raepke, geb. Sadau (* 25. Oktober 1935 in Berlin-Charlottenburg), ist eine ehemalige deutsche Leichtathletin und Olympiateilnehmerin, die in den 1950er und 1960er Jahren eine erfolgreiche Sprinterin war. Ihr größter Erfolg ist die Silbermedaille der Europameisterschaften 1958 in Stockholm im 200-Meter-Lauf (24,3 s).

## Weitere Starts bei internationalen Höhepunkten
(Jeweils für die DDR in einer gemeinsamen deutschen Mannschaft)
- 1958, Europameisterschaften in Stockholm: Platz 6 mit der 4-mal-100-Meter-Staffel (46,4 s)
- 1960, Olympische Spiele in Rom: Im 200-Meter-Lauf nach dem Vorlauf ausgeschieden, im 100-Meter-Lauf für das Viertelfinale qualifiziert, aber nicht angetreten.
- 1962, Europameisterschaften in Belgrad: Platz 5 im 100-Meter-Lauf (11,6 s); im 200-Meter-Halbfinale ausgeschieden

Am 5. Oktober 1963 verbesserte sie in Warna (Bulgarien) den bestehenden DDR-Rekord im 100-Meter-Lauf von 11,5 auf 11,4 s.
Hannelore Raepke startete für den SC Chemie Halle. In ihrer Wettkampfzeit war sie 1,65 m groß und 50 kg schwer.